# Balancing (relations internationales)
Pour les articles homonymes, voir Balancing.
Dans les théories réalistes des relations internationales, la notion de balancing (« équilibrage ») fait référence au fait pour un État de rejoindre une coalition d'autres États faibles afin de contrer l'influence d'un État ou d'une coalition plus forts. Le terme est dérivé de la notion d’équilibre des puissances (balance of power), il s'oppose au néologisme bandwagoning.
L'équilibrage se produit lorsqu'un état faible décide que la domination ou l'influence d'un État fort est inacceptable et que le coût de laisser celui-ci agir sans contre-pouvoir est plus important que celui d'une action contre lui. L'équilibrage peut être interne (allocation de ressources supplémentaires dans le domaine de la défense, ce qui peut mener à une course aux armements). Il peut également être externe: dans ce cas de nombreux États faibles vont se coaliser contre le plus fort, rétablissant par-là l'équilibre des puissances en leur faveur.
L'équilibrage est une action militaire, destinée à accroître la puissance relative d'un État par rapport à un autre. Les auteurs ont également relevé l'existence d'un soft balancing: dans ce cas les États faibles souhaitent contrer le plus fort mais se rendent compte que l'action militaire est irréalisable, soit d'un point de vue normatif (rejet de la force comme moyen de résolution des différends), soit d'un point de vue stratégique (impossibilité de résister militairement). Dans ce cas, ils emploieront d'autres méthodes pour saper la puissance du plus fort. Par contraste avec le soft balancing, l'équilibrage traditionnel est aussi appelé hard balancing.